# Mount Hooker, Antarktis
Mount Hooker är ett berg i Antarktis. Det ligger i Östantarktis. Nya Zeeland gör anspråk på området. Toppen på Mount Hooker är 3 790 meter över havet, eller 4 meter över den omgivande terrängen. Bredden vid basen är 0,10 km. Hooker ingår i Royal Society Range.
Terrängen runt Mount Hooker är bergig åt nordost, men åt sydväst är den kuperad. Trakten är obefolkad. Det finns inga samhällen i närheten.